# Muggia
Muggia (esloveno Milje) es una localidad y comune italiana de la provincia de Trieste, región de Friuli-Venecia Julia, con 13.439 habitantes.

## Historia
Se originó como un poblado en 178 a. C. por la República romana, creando un asentamiento fortificado de arenisca (Castrum Muglae), después Muggia estuvo bajo los ostrogodos, lombardos, bizantinos y francos, hasta que en el 931 fue donado al Patriarcado de Aquilea.
En el siglo XIII el pueblo tomó la categoría de ciudad y finalmente en 1420 pasó a formar parte de la República de Venecia compartiendo su destino. Después de la I Guerra Mundial, la ciudad fue anexionada formalmente a Italia e incorporada a la provincia de Trieste.

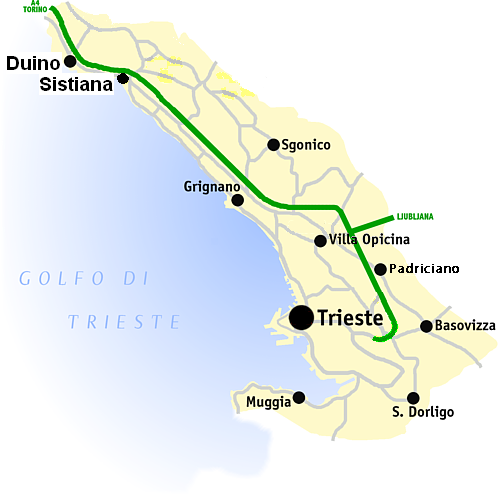
mapa de la provincia de Trieste

## Evolución demográfica
| Gráfica de evolución demográfica de Muggia entre 1861 y 2001 |
|                                                              |
| Fuente ISTAT - elaboración gráfica de Wikipedia              |